# Área metropolitana de Las Vegas

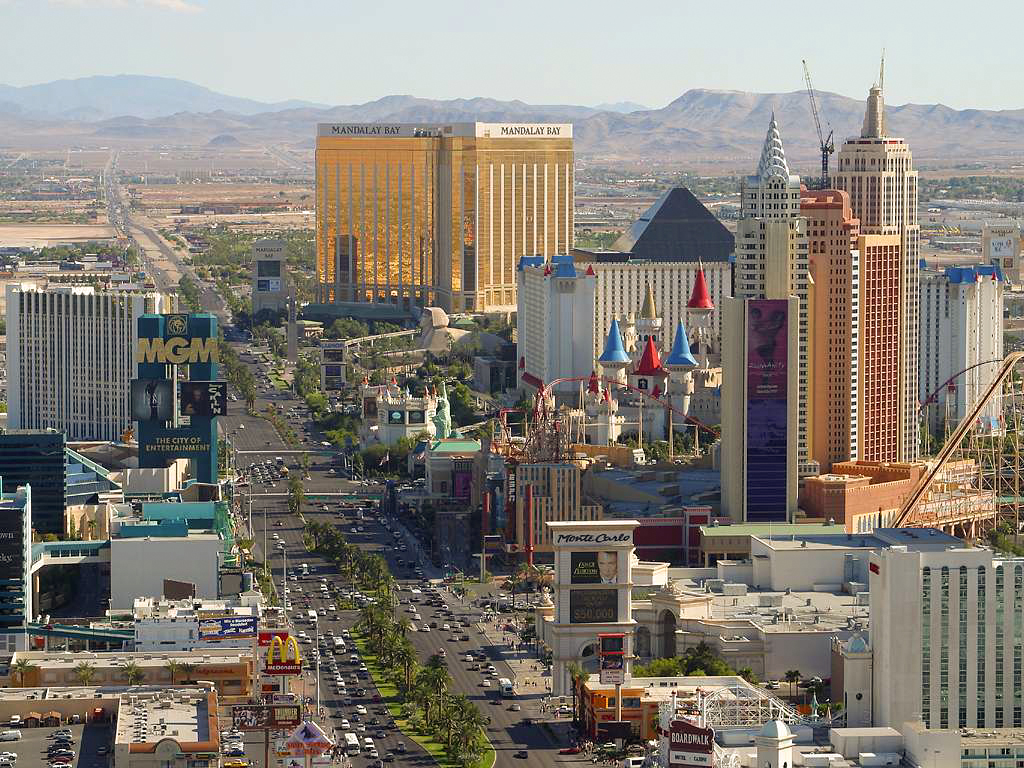
El Strip de Las Vegas, mirando hacia el sur, en 2003. En el fondo están las montañas del valle de Las Vegas

El área metropolitana de Las Vegas incluye el valle de Las Vegas, una cuenca de 600-mi² (1600 km²), y el área de alrededor, que forman parte del condado de Clark al sur de Nevada. Es el área con mayor densidad de población del estado. La historia del área metropolitana de Las Vegas, coincide con la historia de la ciudad de Las Vegas. "Las Vegas" es generalmente usado en este artículo para describir toda el área metropolitana. Actualmente es el área metropolitana que más crece en los Estados Unidos, con un incremento en la población del 25% desde el 2000 al 2006, y con una población actual de 1.951.269 habitantes según el censo de 2010. El área metropolitana consiste en las ciudades de las Vegas, Henderson, North Las Vegas, Boulder City, y otras ciudades no incorporadas. En el 2005, el valle recibió a 34,7 millones de visitantes. El área es parte del área estadística metropolitana de Paradise que incluye todo el condado de Clark, y está definida por la Oficina del Censo de los Estados Unidos.

## Historia
El área fue previamente poblada por agricultores mormones en 1854 y después en 1864 se convirtió en el sitio del ejército estadounidense, empezando con una larga relación entre los sureños de Nevada y los militares del ejército estadounidense. Desde los años de 1930s, Las Vegas ha sido generalmente identificada como un centro de juegos al igual que un lugar para el turismo especialmente para adultos.  Gracias a que en el área inmobiliaria es relativamente barata, provocó en los años 90s un boom en la población en el Valle de Las Vegas y continua así hasta el presente.
La Base de la Fuerza Aérea de Nellis está localizado en la esquina noreste del valle. Debido a que los pilotos de Nellis y otras agencias federales usan estos terrenos ha limitado el crecimiento del valle hacia el norte.

## Línea divisoria
El valle de Las Vegas está generalmente definido por las montañas Springs al oeste, las montañas Sheep hacia el norte, montañas Muddy, Eldorado Range y el lago Mead al este y  montañas Black al sur.[cita requerida]

## Geografía y medio ambiente
El tipo de tierra en el valle de Las Vegas es arenosa y desértica con montañas.

### Clima
El Valle de Las Vegas se encuentra en una altitud relativamente alta en porción del desierto de Mojave, y esto puede resultar en grandes cambios drásticos de temperatura entre las estaciones climáticas, e incluso durante el día y la noche. El valle tiene un promedio de menos de cinco pulgadas (130 mm) de lluvia anualmente. En los días normales de verano las temperaturas de junio hasta agosto, típicamente podrían exceder los 100 °F (38 °C). Si bien la baja humedad ambiental modera los efectos de estas temperaturas, deshidratación, Hipertermia, y quemaduras solares pueden ocurrir aun si ha estado por poco tiempo afuera. En el interior de un automóvil el calor es aún más intenso que podría asfixiar a niños pequeños y a mascotas dejadas solas sin supervisión de un adulto o causar quemaduras en primer y segundo grado en la piel desprotegida. A finales del verano, específicamente en julio y agosto, está marcado como una "estación monzónica" cuando vientos húmedos del Golfo de California absorbe en el Suroeste de Estados Unidos. Inclusive cuando los niveles de humedad incrementan, estos vientos provocan grandes tormentas eléctricas que causan  inundaciones
Las temperaturas de invierno son temperaturas relativamente bajas de alrededor de los 30 °F (-1 °C). Con acumulación de nieve en las orillas del valle, aunque es raro, pero las montañas que están al lado reciben hasta 10 pies de nieve (3 metros) durante el invierno.

### Calidad del aire
Debido a que la ciudad está localizado en un valle desértico, crea problemas relacionados con la calidad del aire.  Desde el polvo recogido en el desierto por el viento, hasta del smog producidos por los vehículos que contaminan el aire, y algunas veces el aire en el valle se empeora aún más.  
El Polen puede ser un problema por muchas semanas durante un año en la que ocasionalmente deja sobre la ciudad unos 70,000 metros cúbicos de granos en el aire.  El gobierno local ha estado tratando de tomar el control al prohibir la venta de plantas que producen demasiado polen. 
Los problemas con el polvo suele ocurrir en días muy ventoso, porque se producen ocasionalmente en un corto periodo. 
Por el contrario, el Smog se pone peor cuando no hay viento que mueve el aire contaminado fuera del valle. También durante el invierno es posible que ocurra una  inversión en el aire del valle que atrapa el aire y se queda en el valle. El condado está trabajando para el control de estos problemas y ha mostrado cierto éxito a través de los últimos años.  El constante endurecimiento por parte de los requisitos federales en permitir partículas en el aire, hace que el trabajo para reunirse y hablar sobre la calidad del aire se hace más difícil.

### Agua
La flora nativa ayuda muy poco a la arena para retener el agua. Durante las intensas temporadas de lluvias de monzón o meses (relativamente) húmedos de enero y febrero, una red de canales naturales secos, llamados arroyos, se tallan en el suelo de los valles permitiendo que fluyan hacia las montañas y se junten con arroyo de Las Vegas en la que corre desde Clark County Wetlands Park. El sistema natural de arroyos antes era un gran pantano natural en la que fluía hasta el río Colorado hasta que se construyó la presa Hoover en el río Colorado provocando el nacimiento del lago mead. Varios desarrollos en la década de los 80s y 90s creó Lake Las Vegas, en la que requería de los arroyos dirigiesen el agua hacia túneles que corren bajo Lake Las Vegas y en Lago Mead. 
El área de Las Vegas está limitado a 300,000 pie acre (370,000,000 m³) de agua cada año del lago Mead.  Las asignaciones fueron hechas cuando virtualmente no había personas o agricultura en Nevada. Las asignaciones también fueron hechas durante unos años con una serie de corrientes de agua que suponían la disponibilidad de agua en la cuenca. Como resultado, hubo precipitaciones que no son muy comunes y que pudieron tener impacto en la reserva natural del río Colorado. 
Antes las Vegas dependía del acuífero que alimentaban a los manantiales, pero el bombeo de agua de estas causó una gran disminución de los niveles de agua y los hundimientos de tierra en grandes zonas del valle. Hoy, los acuíferos se utilizan básicamente para almacenar agua que se bombea del lago durante los períodos de baja demanda y se bombea solamente durante los períodos de alta demanda.

### Urbanización
El tiempo de duplicación de la población en "la gran área metropolitana" fue menos hace diez años desde principios de los años de 1970s y el área metropolitana de Las Vegas ahora tiene una población de más de dos millones de personas. Este gran incremento en la población ha ocasionado una urbanización significante en los terrenos desérticos a áreas industriales y comerciales, pero, con grandes casas familiares y con baja densidad poblacional (ver suburbio).

## Economía

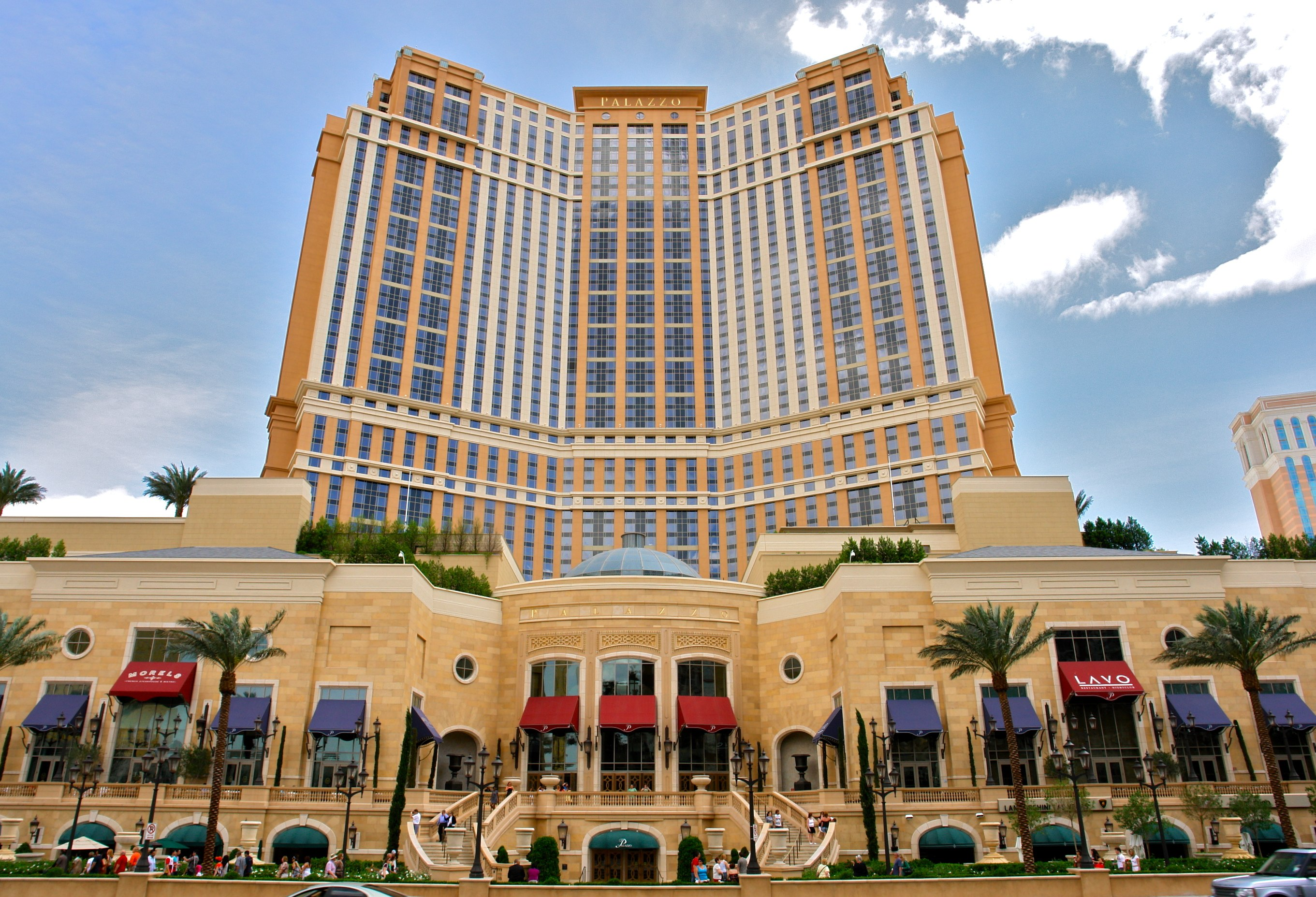
Exterior del casino Palazzo. Una parte importante de la economía de la ciudad es debido al turismo y a los juegos de casinos.

La fuerza de la economía de Las vegas es la industria del turismo. En el pasado los casinos fueron la única atracción, ahora las compras, convenciones y restaurantes son también una parte importante en la economía de Las vegas.  Con alrededor de 130,000 habitaciones de hotel, en el 2005, para huéspedes, y llenando los hoteles, los restaurantes, y los centros comerciales en el strip.
Hay un balance entre todos los turistas que llegan a la ciudad.  Una convención necesita de habitaciones de hotel, donde comer, y opciones de entretenimientos. Los hoteles necesitan de las convenciones, para que los turistas llenen esas habitaciones. Los restaurantes dependen de los viajeros que se hospedan en los hoteles para llenar sus mesas. Cada uno depende de un buen sistema sistema de caminos para poder llegar a la ciudad al igual que asientos de avión disponibles y a precios razonables.  

En los últimos años, muchos jubilados han decidido ir a vivir al valle y crear negocios, como negocios inmobiliarios o Asistencia sanitaria.  
Las Vegas ha tratado de expandir su manufactura e investigaciones. Ha habido señales positivas desde que World Market Center empezó a construirse en la ciudad y la apertura de Lou Ruvo Alzheimer's Institute en el 2007 entre otros pequeños negocios.  
El área de Construcción forma una parte importante para la economía local.Nuevos casinos en el strip se han construido en los últimos años y dando trabajos a miles de trabajadores.  Lo mismo se puede decir del 'boom' con nuevas viviendas, en el 2004 se vendieron alrededor de 15.000 unidades. Con la introducción de las torres Turnburry, los desarrolladores se dieron cuenta de que había una gran demanda en torres de condominios.  A finales del 2004, se estimó que había al menos ocho grandes proyectos de condominios en diferentes etapas de desarrollo.

### Centros Comerciales
Las Vegas se ha expandido mucho en la construcción de varios centros comerciales, especialmente la de mercancía alta para atraer al mercado de altos ingresos, y de igual manera diversifica las atracciones en Las Vegas.
Alguno de los centros comerciales principales incluyen:
- Bonanza Gift Store
- The Boulevard Mall
- Grand Canal Shoppes
- Fashion Outlets of Las Vegas
- Fashion Show Mall
- The Forum Shops at Caesars
- Las Vegas Premium Outlets
- Miracle Mile Shops
- Stratosphere Tower Shops
- Town Square

En adición hacia los centros comerciales, la mayoría de los casinos del strip ofrecen extensos centros de compras.

## Vivienda
Losas-sobre bases de calidad es la base principal para los edificios residenciales en el área.
Tradicionalmente la vivienda consiste primeramente de viviendas unifamiliares. Los complejos de apartamentos generalmente fueron edificios de dos pisos.  Aunque ha habido excepciones, pero han sido muy pocos en comparación a las casas.  En los años 1990s, la compañía de bienes y raíces Turnberry Associates la primera torre condominio. Anteriormente a esto, solo había edificios pequeños y viviendas multifafamiliares.
Para finales de los 2000s, ocurrió un 'boom' en la construcción de torres de condominios en la que ha tenido un gran impacto en el skyline, especialmente en el área alrededor del strip.

## Barrios de Las Vegas
- Aliante
- Alta Drive/Scotch 80's/Rancho Circle/Rancho Bel Air
- Anthem
- Blue Diamond
- Centennial Hills
- Desert Shores
- Green Valley
- Lake Las Vegas
- Los Prados
- Painted Desert
- Paradise Palms
- Mountains Edge
- Queensridge
- Rancho Sierra Estates
- Seven Hills
- Silverado Ranch
- Southern Highlands
- Summerlin
- The Lakes
- West Las Vegas — área bordeada a Carey hacia el norte, Bonanza hacia el sur, MLK al oeste, y la I-15 hacia el este.  Contiene muchas "letras" de calles, calles nombradas después de los presidentes de los Estados Unidos, y calles llamadas jewelry.

## Ciudades incorporadas
- Boulder City
- Henderson
- Las Vegas
- Norte Las Vegas

## Ciudades no incorporadas
- Enterprise
- Paradise
- Spring Valley
- Summerlin South
- Sunrise Manor
- Whitney Ranch
- Winchester

## Medios

### Transmisión
- Estaciones de radio en Las Vegas
- Estaciones de televisión en Las Vegas

### Periódicos
- Boulder City News es un periódico semanal, que sirve a la ciudad de Boulder
- Gamingwire una revista en línea sobre videojuegos
- Henderson Home News es un periódico semanal, que sirve al área de Henderson, y propiedad de Greenspun Media Group, publicadores del Sun.
- Las Vegas Advisor
- Las Vegas Business Press
- Las Vegas CityLife semanal
- Las Vegas Review-Journal
- Las Vegas Sun
- Las Vegas Weekly es un periódico alternativo semanal en propiedad de Greenspun Media Group, publicadores del Sun.
- Summerlin News y su hermana West Valley News en la que sirve a Summerlin y Spring Valley, propiedad de Greenspun Media Group, publicadores del Sun.
- Valley Times es un periódico que dejó de publicarse en 1985.  Cubría el área norte de Las Vegas en los años de los 70s y 80s.

### Revistas
- Las Vegas Style
- S
- 215-South
- QVegas

## Transporte
- Citizens Area Transit
- Monorraíl de Las Vegas

### Aeropuertos
- McCarran International Airport
- North Las Vegas Airport
- Henderson Executive Airport

## Cultura

### Vida salvaje
- Shark Reef at Mandalay Bay

- Las Vegas Zoo

### Festivales
- CineVegas
- Las Vegas Music Festival
- Vegoose

### Jardines
- Ethel M's Botanical Cactus Gardens
- Bellagio Conservatory & Botanical Gardens
- The Gardens at the Las Vegas Springs Preserve

### Bibliotecas
- Architecture Studies Library
- Boulder City Public Library
- Community College of Southern Nevada Libraries
- Henderson District Public Libraries
- Las Vegas-Clark County Library District
- Lied Library
- North Las Vegas Library District

### Museos
- Atomic Testing Museum
- Barrick Natural History Museum
- Clark County Heritage Museum
- Guinness World of Records
- Hollywood Movie Museum
- Hoover Dam Museum
- Imperial Palace Auto Collection
- Las Vegas Art Museum
- Las Vegas Gambling Museum
- Las Vegas Natural History Museum
- Liberace Museum
- Lied Discovery Children's Museum
- The Lost City Museum
- Madame Tussauds Las Vegas
- Neon Museum at the Fremont Street Experience
- Nevada State Museum
- Nevada State Railroad Museum
- Pinball Hall of Fame
- Shelby Museum
- Southern Nevada Museum of Fine Art

### Parques
- The Amanda & Stacy Darling Memorial Tennis Center
- Bettye Wilson Soccer Complex
- Clark County Wetlands Park
- Sunset Park uno de los más grandes[4]
- Desert Breeze Park

### Deporte
Las Vegas es casa de las siguientes ligas menores:
| Club                 | Liga                  | Lugar         | Establecido | Campeonato |
| -------------------- | --------------------- | ------------- | ----------- | ---------- |
| Las Vegas 51s        | Pacific Coast League  | Cashman Field | 1983        | 2          |
| Las Vegas Wranglers  | ECHL                  | Orleans Arena | 2003        | 0          |
| Las Vegas Gladiators | Arena Football League | Orleans Arena | 2003        | 0          |

## Educación

### Primaria y secundaria
- Escuelas públicas

El Distrito Escolar del Condado de Clark opera a todas las escuelas públicas de primaria y secundarias en todo el condado con la excepción de algunas escuelas que están en contratos con organizaciones privadas.
- Escuelas privadas:
  - The Alexander Dawson School en Rainbow Mountain
  - Bishop Gorman High School
  - Faith Lutheran High School
  - Calvary Chapel Christian School
  - Calvary Church Christian School
  - The Milton I. Schwartz Hebrew Academy
  - Las Vegas Day School
  - The Meadows School
  - Merryhill School
  - Mountain View Christian School
  - Paradise Christian Academy
  - Shiloh Christian School
  - St. Viator School
  - Trinity Christian School
  - New Horizons Academy
  - University Baptist Academy

### Colegios y Universidades
- Escuelas públicas
  - University of Nevada, Las Vegas (UNLV) es la principal institución de educación superior en Las Vegas;
  - University of Nevada, Reno (UNR) también tiene un campus para la escuela de medicinas en Las Vegas;
  - Nevada State College localizado en Henderson, Nevada;
  - College of Southern Nevada - antes conocido como Community College of Southern Nevada y Clark County Community College.

- Escuelas privadas de 4 años+
  - Design Institute
  - National University of Nevada
  - Touro University Nevada
  - University of Phoenix-Nevada
  - University of Southern Nevada, postgrado en Doctor en Farmacia

## Hospitales
- Las Vegas area acute care hospitals